# Boeing Model C
Le Boeing Model C est un hydravion de formation biplace.
Il est la première réalisation de la compagnie Boeing et aussi son premier d'une longue série de succès. Cet hydravion était réservé à la formation des pilotes. Des 56 appareils construits, 51 ont été achetés par la marine américaine. 

## Opérations
Le succès du Model C conduit Boeing à un premier contrat militaire en avril 1917 qui eut un grand succès. L'hydravion conduit Boeing au renommage de la société sous le nom de Boeing Airplane Company et sa relocalisation du lac Union, dans l'État de Washington, pour un ancien chantier naval sur le fleuve Duwamish River, également dans l'État de Washington. La marine américaine en a acheté 51, incluant le C-1F et 2 avions biplaces dénommés EA.
Le dernier modèle C a été construit pour William E. Boeing et s'appelle le C-700. Le 3 mars 1919, Boeing et Eddie Hubbard (en) ont piloté le C-700 pour la première distribution  internationale du courrier, transportant 60 lettres de Vancouver, en Colombie-Britannique, au Canada, à Seattle, dans l'État de Washington aux États-Unis.

## Modèles
Dérivés du Model C
- Model 2 - modèle original - Seulement un appareil construit.
  - Model C-1F - dérivé du Model 2 avec un seul flotteur[4].
- Model 3 - version révisée avec un cockpit équipé d'entretoises - seulement 3 appareils construits.
- Model 4 - version EA pour la marine américaine - Seulement 2 appareils construits.
- Model 5 - version révisée du Model 3 pour l'US Navy - 50 appareils construits.
  - Model C-700 - dérivé du Model 5 pour servir d'avion de transport du courrier international

## Opérateurs
États-Unis
- United States Army Air Service
- United States Navy